# La Proie (film, 2011)
Pour les articles homonymes, voir La Proie.
Pour plus de détails, voir Fiche technique et Distribution.
La Proie est un film français réalisé par Éric Valette en 2011.

## Synopsis
Franck Adrien, emprisonné pour le braquage de la caisse d'épargne d'Aix en Provence, partage sa cellule avec Jean-Louis Maurel, accusé de viol sur mineure. Maurel clame son innocence et refuse de quitter la cellule, par crainte d'être violenté par les autres détenus. 
Quand Jean-Louis est pris à partie par trois hommes au milieu de la nuit, grâce à la complicité d'un gardien, Franck s'interpose à ses risques et périls.
Le départ de Maurel, finalement innocenté après que sa victime s'est rétractée, isole Franck, d'autant plus que son ancien complice l'agresse lors d'un concert donné dans la prison.
Agressé par les hommes s'en étant pris à Maurel, Franck parvient à s'échapper.
Commence alors une vaste chasse à l'homme, dirigée par Claire Linné. 

## Fiche technique
- Titre : La Proie
- Réalisation : Éric Valette
- Musique: Noko
- Scénario : Laurent Turner et Luc Bossi
- Photo : Vincent Mathias
- Montage : Christophe Pinel
- Production : Luc Bossi
- Société de production : Brio Films, en association avec Cinémage 5
- Pays d'origine :  France
- Date de sortie : 13 avril 2011 en France
- Film interdit aux moins de 12 ans lors de sa sortie en salles

## Distribution
- Albert Dupontel : Franck Adrien
- Alice Taglioni : Claire Linné

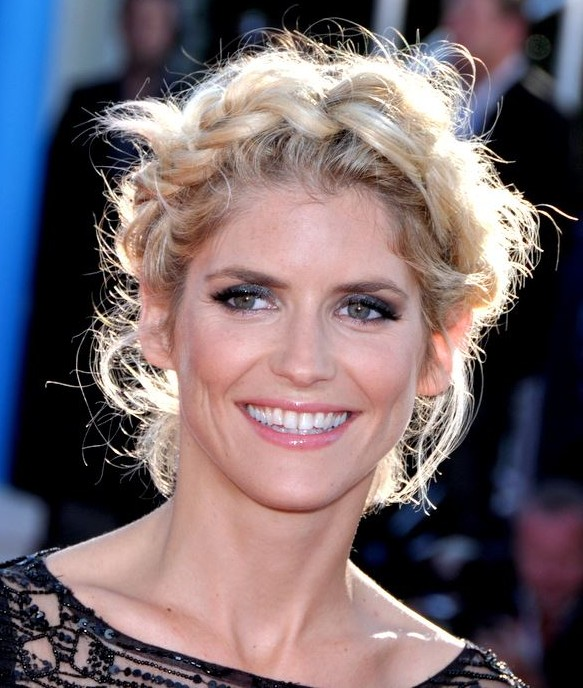
L'actrice principale Alice Taglioni au Festival du cinéma américain de Deauville 2012.

- Stéphane Debac : Jean-Louis Maurel
- Sergi López : Manuel Carrega
- Caterina Murino : Anna Martins
- Jaïa Caltagirone : Amélie Adrien
- Natacha Régnier : Christine Maurel
- Zinedine Soualem : Lucciani
- Serge Hazanavicius : Lafay
- Lucien Jean-Baptiste : Alex
- Jean-Marie Winling : Pascaud
- Yves Verhoeven : Brice
- Claire Bouanich : Mélissa
- François Hatt : Nicolas
- Arsène Jiroyan : le propriétaire de l’appartement à louer
- Hugo Becker : L'étudiant auto-stoppeur

## Production

### Tournage
Le tournage a eu lieu à Toulon, Paris, dans les Alpes-Maritimes à Sospel, village qui est nommé Chassaignes dans le film (en réalité, Chassaignes est une commune située dans le département de la Dordogne) ainsi que quelques scènes à L'Escarène, Luceram et à Prague. La scène de fuite au début du film a été tournée dans la capitale tchèque, notamment dans la gare Praha Masarykovo nádraží, qui pour l'occasion a été renommée « Plaine de Seine ». On n'y voit aucun train de la SNCF mais bien ceux des Chemins de fer tchèques, reconnaissables à leur logo « ČD ». Dans un plan, on peut même apercevoir la tour poudrière, tour emblématique de la ville de Prague.
Albert Dupontel a effectué les cascades du film sans doublures ni trucages.

## Rappel de l'affaire Fourniret
Le film rappelle volontairement l'affaire Fourniret, une affaire criminelle française réelle impliquant Michel Fourniret, un pervers sexuel et tueur en série français. Ainsi des faits de cette affaire inspirent certaines scènes du film, :  
- Michel Fourniret était devenu ami en prison avec son co-détenu, Jean-Pierre Hellegouarch, un braqueur qui savait où se trouvait caché le magot du gang des postiches. Il avait fait confiance à Fourniret, qui sortait d'une de ses premières incarcérations, pour aider sa compagne à récupérer le magot de ses casses, caché dans un cimetière. Fourniret tuera la compagne d'Hellegouarch et prendra le magot.
- Pour enlever une des leurs victimes et la faire monter dans sa voiture, Michel Fourniret et sa compagne avait utilisé comme subterfuge de dire qu'il cherchait un médecin pour leur enfant malade. Il demandèrent donc à la jeune fille si elle pouvait monter dans la voiture pour les guider, la compagne lui laissant la place à côté du conducteur, prétendument pour mieux pouvoir voir la route à suivre.